# Gumersindo de Azcárate
Gumersindo de Azcárate Menéndez-Morán (Lleó, 13 de gener de 1840 – Madrid, 15 de desembre de 1917) fou un jurista, pensador, historiador, catedràtic i polític espanyol. És avi del dirigent comunista Manuel Azcárate.

## Biografia
Fill de Patricio de Azcárate Corral i Justa Menéndez-Morán Palacio, va néixer a Lleó el 13 de gener de 1840 i va cursar els primers estudis en aquesta ciutat. Va estudiar Dret a Oviedo i, tres anys més tard, es va traslladar a Madrid, on va obtenir la llicenciatura (1862). Cinc anys després, es va doctorar amb una tesi titulada Juicio crítico de la Ley 61 de Toro, exponiendo sus motivos, su objeto y su conveniencia. Julián Sanz del Río va exercir una influència decisiva en la seva formació, sobretot per mitjà del krausisme. Es va casar en primeres núpcies amb Emilia Inerarity i, en segones, amb María Benita Álvarez Guijarro.
Va ser lletrat de la Direcció general dels Registres i, a partir de 1873, es va dedicar amb exclusivitat a la carrera universitària, on va ocupar la càtedra d'Economia Política i Estadística.
En 1875 va ser expulsat, juntament amb Francisco Giner de los Ríos, Nicolás Salmerón i altres catedràtics de la Universitat Central de Madrid, pel marquès d'Orovio —Manuel Orovio Echagüe— ministre de Foment (cartera de la qual llavors depenia Instrucció Pública), per la seva defensa de la llibertat de càtedra, arran de la segona qüestió universitària. En 1876 va participar en la creació de la Institución Libre de Enseñanza al costat de Francisco Giner de los Ríos i Nicolás Salmerón, entre altres catedràtics. A partir de 1881, va ser reintegrat a l'activitat universitària, però va haver d'ensenyar altres disciplines: Història General del Dret Español, Institucions del Dret Privat i, finalment, Legislació Comparada.
Va ser, així mateix, membre del Consell d'Instrucció Pública, vicepresident de la Junta d'Ampliació d'Estudis i president de l'I.R.S. (Institut de Reforma Social), membre de la Reial Acadèmia de la Història, fundador al costat de Francisco Fernández-Blanco y Sierra-Pambley, Francisco Giner de los Ríos i Manuel Bartolomé Cossío, de la Fundació Sierra-Pambley, del patronat de la qual va ser president fins a la seva mort.
A les eleccions generals espanyoles de 1886 va ser escollit, per primera vegada, diputat per Lleó del Partit Republicà Democràtic Federal, al que seguirà representant fins a les eleccions de 1917. En 1887 Gumersindo de Azcárate figura en la "Lista de los autores encargados de la redacción del Diccionario Enciclopédico Hispano-Americano por Sociología y Política".
La seva biblioteca, donada a la Fundació Sierra-Pambley pels seus nebots hereus, fou l'origen de la Biblioteca Azcárate de Lleó.
Les seves obres principals són: Estudios económicos y sociales (1876), El self-government y la Monarquía doctrinaria (1877), Estudios filosóficos y políticos (1877), Concepto de la Sociología i, sense signatura, Minuta de un testamento, publicada y anotada por W... (1876).

El 1908 va ser el principal impulsor de la coneguda com a Llei Azcárate de Repressió de la Usura, llei encara vigent a Espanya en els seus elements bàsics i l'article primer de la qual estableix que 
| « | "Serà nul tot contracte de préstec en què s'estipuli un interès notablement superior al normal dels diners i manifestament desproporcionat amb les circumstàncies del cas o en condicions tals que resulti aquell lleoní, havent-hi motius per estimar que ha estat acceptat pel prestatari a causa de la seva situació angoixant, de la seva inexperiència o de la limitació de les seves facultats mentals." | » |

Va morir el 15 de desembre de 1917. Uns dies abans havia sofert un atac cerebral mentre se celebrava una reunió del citat Institut de Reforma Social.